# Théo Hannon
Théo Hannon (* 4. Juni 1993) ist ein ehemaliger französischer Nordischer Kombinierer.

## Werdegang
Hannon, der für den SC Bois d'Amont startet, gab sein internationales Debüt bei FIS-Juniorenwettbewerben in seiner Heimat Bois-d’Amont im März 2008. Ab Januar 2009 startete er im Alpencup der Nordischen Kombination. Dabei blieben für ihn in den Einzelwettbewerben in Schonach jedoch nur hintere Plätze. Zwei Jahre konnte er sich im Wettbewerb nicht durchsetzen. Parallel dazu ging Hannon im März 2010 in Courchevel auch im FIS Cup der Spezialspringer an den Start.
Bei den Nordischen Junioren-Skiweltmeisterschaften 2011 im estnischen Otepää kam er über einen 33. Platz im Gundersen über 10 Kilometer und einem 43. Platz im Gundersen über 5 Kilometer nicht hinaus. Am 6. Februar 2011 gelang ihm in Kranj erstmals der Sprung auf eine Top-30-Platzierung im Alpencup. Es dauerte jedoch ein weiteres Jahr bis Hannon wieder an diese Leistungen anknüpfen konnte mit einem 16. Platz am 21. Januar 2012 in Hinterzarten. In Kranj gelang ihm kurz darauf der Sprung unter die besten zehn mit den Plätzen sechs und sieben.
Bei den Nordischen Junioren-Skiweltmeisterschaften 2013 in Erzurum erreichte er die Plätze 27 und 32 in den Einzel und mit der Mannschaft den 10. Platz im Teamwettbewerb. Im September gelang ihm in Winterberg erstmals der Sprung aufs Podium. Nach weiteren guten Platzierungen wiederholte er diesen Erfolg im Dezember in Seefeld in Tirol.
Kurze Zeit später gewann er im Gundersen Einzel über fünf Kilometer bei den Nordischen Junioren-Skiweltmeisterschaften in Liberec die Silbermedaille. Über 10 Kilometer erreichte er Rang 22. Im Februar 2013 gab Hannon sein Debüt im Continental Cup der Nordischen Kombination. In beiden Wettbewerben in Eisenerz und auch in beiden Wettbewerben in Planica erreichte er gute Top-20- und Top-10-Platzierungen. Trotz dieses Erfolges startete er in Chaux-Neuve erneut im Alpencup, bevor er am 15. März 2013 sein Debüt im Weltcup der Nordischen Kombination gab. Dabei erreichte er in Oslo den 39. Platz. In der Gesamtwertung des Alpencups 2012/13 wurde Hannon Fünfter
Bei den Französischen Meisterschaften im Skispringen 2013 gewann er von der Normalschanze in Chaux-Neuve nach einem sechsten Platz im Einzel im Teamwettbewerb gemeinsam mit Jason Lamy Chappuis, Samuel Guy und Ronan Lamy Chappuis die Goldmedaille.

## Statistik

### Weltcup-Platzierungen
| Saison  | Platz | Punkte |
| ------- | ----- | ------ |
| 2013/14 | 75.   | 07     |

### Continental-Cup-Platzierungen
| Saison  | Platz | Punkte |
| ------- | ----- | ------ |
| 2012/13 | 45.   | 97     |
| 2013/14 | 48.   | 52     |
| 2014/15 | 33.   | 96     |